# Clip Studio Paint
Clip Studio Paint（CSP）是由日本CELSYS公司所開發的繪圖軟體，號稱整合ComicStudio與IllustStudio，可用於漫畫原稿、插畫、動畫繪製，支持Windows、macOS、iOS及iPadOS作業系統。

## 概述
前期的公測版名為CLIP PAINT Lab，於2011年5月19日開始公開免費試用，在pixiv得到廣泛好評。Clip Studio Paint Pro的正式上市時間為2012年5月31日，Clip Studio Paint Ex於隔年2013年5月31日發布，提供了實體盒裝版與下載版。另外，Pro與Ex都提供了月租方案。
在北美與歐洲，英文版由Smith Micro Software引進，將Clip Studio Paint Pro和Clip Studio Paint Ex分別以Manga Studio 5和Manga Studio EX5的名稱進行銷售。後續的更新版本又統一改回Clip Studio Paint。
在中國大陸，简体中文版由厦门联合优创网络科技有限公司（厦门优莱柏网络科技有限公司和日本CELSYS公司合资设立）引進，將Clip Studio Paint Pro和Clip Studio Paint Ex分別以優動漫PAINT 個人版和優動漫PAINT EX版的名稱進行銷售，并更換了原版軟體的标志。

## 歷史
- 2012年5月 - Clip Studio Paint Ver.1.0發售
- 2012年12月 - Clip Studio Paint的英文版於北美、歐洲開始發售
- 2013年9月 - Clip Studio Paint開始在全世界發售
- 2015年3月 - Clip Studio Paint的出貨量達到100萬件
- 2015年4月 - 創作支持Clip Studio Paint網站的用戶累積登入量達50萬人次
- 2015年10月 - Clip Studio Paint開始提供動畫製作的功能
- 2016年7月 - Clip Studio Paint於全世界的累積銷售量達到200萬件
- 2016年12月 - 開始於全世界提供素材Clip Studio Asset的服務
- 2023年3月 - Clip Studio Paint Ver.2.0發售
- 2024年3月 - Clip Studio Paint Ver.3.0發售

## 功能特色
Clip Studio Paint可以快速提昇繪製的速度。檔案創建方面細分成插畫、漫畫、動畫三種用途，個別擁有不同功能。選取工具方面提供了簡易圖形、套索、筆等種類。網點方面軟體內提供了簡易網點的設置，圖庫也提供許多漫畫用的網點素材。效果線方面透過簡易的輔助工具，就可以做出需多效果線與集中線。上線方面搭配繪圖板與沾水筆工具，能直接在軟體內進行線稿的繪製。上色方面提供了鉛筆、水彩、噴槍等多种筆觸模擬工具。對話框與分隔邊框方面提供多種圖形的分隔工具以及對白框。3D模型素材方面在素材庫裡有提供3D模型可以進行任意姿勢調整與視角轉動。

## 產品類型

### Clip Studio Paint Debut
僅含製作漫畫、插畫與動態插畫等最基本功能的標準軟體。

### Clip Studio Paint Pro
包含了漫畫及插畫必備功能，也支援製作動態插畫的專業版本。較Debut版多出向量圖檔製作與自定義工具之功能。

### Clip Studio Paint Ex
可使用較高階漫畫製作功能同時也搭載了專業用動畫製作功能的最佳模式。相較於Pro版，新增多頁作品管理、3D模型2D圖像LT轉換、列印和輸出多頁作品等功能。

## 檔案格式

### 輸入格式
- .clip (CLIP STUDIO FORMAT格式)
- .lip (CLIP STUDIO PAINT格式)
- .xpg (IllustStudio文件格式)
- .cpg(ComicStudio頁面文件格式)
- .cst(ComicStudio工作文件)
- .psd(Photoshop 檔案)
- .psb (Photoshop 大檔案)
- .jpg (JPEG)
- .tif (TIFF)
- .tga (Targa)
- .mp4 (MP4)
- .avi (AVI)
- .mov (MOV)
- .pdf (PDF) 僅限於EX版本，安裝可選插件後即可支援。

### 輸出格式
- .clip (CLIP STUDIO FORMAT 檔案)
- .bmp (BMP)
- .jpg (JPEG)
- .png (PNG)
- .tif (TIFF)
- .tga (Targa)
- .psb (Photoshop 大檔案)
- .psd (Photoshop 檔案)
- .gif (GIF動畫)
- .avi (AVI)
- .mp4 (MP4)

## 爭議

### 月費制與CLIP STUDIO PAINT Ver.2.0及後續版本授權問題
Clip Studio Paint於2022年8月公告推出CLIP STUDIO PAINT Ver.2.0的計畫，因不允許原先已經購買舊版本Clip Studio Paint的用戶進行升級，且收費制度強行改為月費制招來許多用戶的不滿，飽受批評後Clip Studio Paint於2022年10月13日再次公告Ver.2.0版本的發布計畫，預計於2023年3月推出的Ver.2.0版本從先前公告的月費制改為將推出無限期版，並允許2022年1月1日以後購買舊版本的用戶進行免費升級，在這之前購買舊版本無期限版的用戶都需付費升級。
公告同時指出往後將推出Ver.3.0、Ver.4.0等版本，隨著新版本的推出，購買Ver2.0無限期版的用戶屆時將失去操作保證，即不保證操作上不會因為作業系統或裝置等因素造成問題，同時也不會追加新的功能。月費方案的用戶則可以持續使用最新的功能。
CLIP STUDIO PAINT Ver.3.0已於2024年3月14日推出，持有Ver.2.0版本無限期版授權的用戶亦須付費升級。

### AI功能
Clip Studio Paint於2022年11月29日公告即將推出「圖像產生AI面板」的實驗性功能，將應用AI模型Stable Diffusion於產品中，隨即受到使用AI技術進行創作的爭議影響，Clip Studio Paint立刻於四天後的2022年12月2日發表公告該功能將不會推出。

## 优惠活动
Clip Studio Paint官方每年都会在3、6、9、12月份推出接近一半优惠的打折活动，仅在购买一次付清版也就是永久版时适用，而日版Clip Studio Paint以及中文优动漫版无法参加此活动。

## 外部連結
- Clip Studio Paint 繁體中文版官方網站（页面存档备份，存于）
- Celsys官方網站（页面存档备份，存于）
- 优动漫PAINT 简体中文版官方網站 （页面存档备份，存于）